# Stefan Zgliczyński (lekarz)
Stefan Zgliczyński (ur. 10 stycznia 1935 w Płocku) – polski lekarz internista i endokrynolog, nauczyciel akademicki, profesor nauk medycznych.

## Życiorys
Po ukończeniu w 1951 liceum im. Stanisława Małachowskiego w Płocku, rozpoczął studia w Wydziale Lekarskim Akademii Medycznej w Warszawie. W czasie studiów pracował jako wolontariusz pod opieką dr. Jana Nielubowicza w I Klinice Chirurgii AM, później w Klinice Torakochirurgii prof. Leona Manteuffla, a następnie w I Katedrze Chorób Wewnętrznych Studium Doskonalenia Lekarzy kierowanej przez prof. Walentego Hartwiga. Dyplom lekarza uzyskał w 1957. W 1960 uzyskał specjalizację I stopnia z chorób wewnętrznych, a następnie w 1964 specjalizację II stopnia z chorób wewnętrznych i w 1975 specjalizację II stopnia z endokrynologii.
Stopień doktora nauk medycznych uzyskał w 1964 w Akademii Medycznej w Warszawie na podstawie rozprawy pt. Układ krążenia w nadczynności tarczycy. W 1971 w Centrum Medycznym Kształcenia Podyplomowego w Warszawie uzyskał stopień doktora habilitowanego na podstawie pracy pt. Klinika zaburzeń wydzielania hormonu antydiuretycznego (ADH). W 1981 otrzymał tytuł naukowy profesora nadzwyczajnego, a w 1993 tytuł profesora zwyczajnego.
Zawodowo związany z Centrum Medycznym Kształcenia Podyplomowego i Szpitalem Bielańskim, początkowo jako lekarz stypendysta (1957), następnie jako asystent (1960), adiunkt (1964), docent (1971) i profesor (1981). Od 1980 do 2005 kierował Kliniką Endokrynologii w Centrum Medycznym Kształcenia Podyplomowego. W latach 1964–1965 odbywał szkolenie w Wielkiej Brytanii, a w latach 1971–1973 w ramach stypendium John E. Fogarty International Center, pracował w Narodowych Instytutach Zdrowia w Bethesda w Stanach Zjednoczonych. Ponadto odbywał staże naukowe w Czechosłowackiej Akademii Nauk w Pradze i klinikach uniwersyteckich m.in. w Monachium i Sztokholmie.
W latach 1989–1993 był członkiem Prezydium Naczelnej Rady Lekarskiej. Był założycielem i redaktorem naczelnym Biuletynu Naczelnej Rady Lekarskiej. Pełnił również funkcję redaktora naczelnego czasopisma Endokrynologia Polska. Członek wielu polskich towarzystw naukowych w tym m.in. Towarzystwa Naukowego Warszawskiego. Członek honorowy Polskiego Towarzystwa Endokrynologicznego, którego był prezesem w latach 2002–2005, członek honorowy Polskiego Towarzystwa Menopauzy i Adropauzy, którego jest założycielem i pełnił funkcję prezesa przez dwie kadencje, a także członek honorowy Polskiego Towarzystwa Neuroendokrynologii. Założyciel i prezes Polskiego Towarzystwa Medycyny Prewencyjnej i Przeciwstarzeniowej oraz Narodowej Fundacji Endokrynologii imienia prof. Walentego Hartwiga, a także członek zagranicznych towarzystw naukowych takich jak m.in.: Endocrine Society, International Endocrine Society, European Neuroendocrine Association, North American Menopause Society, International Menopause Society i European Society of Endocrinology, którego był współzałożycielem.
Autor lub współautor ponad 350 publikacji krajowych i zagranicznych oraz promotor ponad 30 prac doktorskich. Był inicjatorem, organizatorem i kierownikiem naukowym kursów specjalizacyjnych w zakresie chorób wewnętrznych oraz endokrynologii, które ukończyło ponad 25 tys. lekarzy. Był również inicjatorem i organizatorem pierwszych w Polsce specjalizacyjnych egzaminów testowych z chorób wewnętrznych i z endokrynologii. Przewodniczył komisjom egzaminacyjnym z zakresu chorób wewnętrznych (dla 712 lekarzy) oraz z endokrynologii (dla 704 endokrynologów).

## Odznaczenia
- Krzyż Oficerski Orderu Odrodzenia Polski (2000)[4]
- Krzyż Kawalerski Orderu Odrodzenia Polski (1990)[1]
- Medal Komisji Edukacji Narodowej (1985)
- Złoty Krzyż Zasługi (1979)[1]
- Złota odznaka honorowa „Za Zasługi dla Warszawy” (1978)[1]
- Odznaka „Za wzorową pracę w służbie zdrowia” (1976)[1]

## Rodzina
Urodził się w rodzinie Stanisława Zgliczyńskiego (1900–1940) i Marii Gościckiej (1905–1994). Miał 3 rodzeństwa. W 1956 ożenił się z lekarką Barbarą Bojanowską, córką Jadwigi i Stanisława, z którą ma czworo dzieci: Wojciecha, Joannę, Piotra i Stefana.